# Hermandad de la Defensión (Jerez)
La Real, Franciscana y Castrense Hermandad del Santísimo Cristo de la Defensión, la Santa Cruz, María Santísima de la O, San Bruno y Santa Juana de Lestonnac es una cofradía católica que procesiona el martes Santo en Jerez de la Frontera. Es una cofradía de carácter capuchino.

## Historia
En 1954 un grupo de jóvenes, conociendo que en el Convento de Capuchinos había una Imagen de Cristo Crucificado obra de José Esteve Bonet que llegó en el año 1795 de Valencia, y durante años estuvo en el Monasterio de la Cartuja, bajo el título de la Defensión, un grupo de estudiantes se dirigieron al Rvdo. P. Fray Jerónimo de Málaga, solicitando permiso para fundar una Hermandad con dicha Imagen. Eran tan jóvenes, y el lamentable estado en el que estaba el Convento les fue negado el permiso.

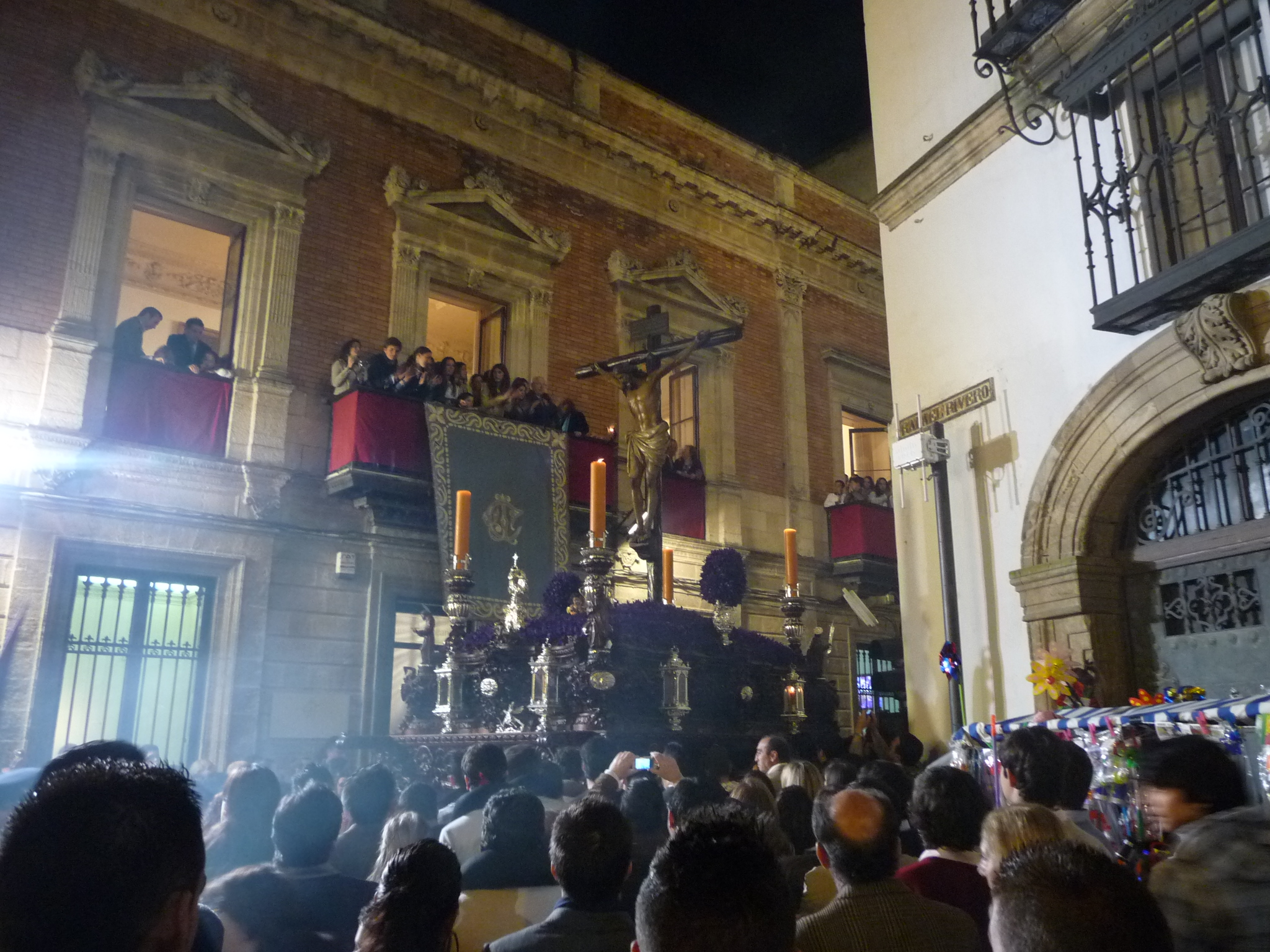
Saeta cantada al Cristo

En el año 1957, volvieron estos mismos jóvenes a solicitar el permiso, en esta ocasión, les fue aprobado por el guardián del convento, y posterior confirmación de arzobispado de Sevilla de la correspondiente petición, se recibió el decreto de fundación firmado por el vicario general del Arzobispado.
El Martes Santo 1 de abril de 1958, tuvo lugar la primera Estación de Penitencia desde la Parroquia de Santiago, tras haber organizado los cultos cuaresmales en la Iglesia de la Compañía de María en los primeros días de marzo. El 30 de octubre de 1959 es erigida canónicamente en el convento de Padres Capuchinos de Jerez.

## Túnica
La túnica se compone por antifaz y túnica de cola de ruan morado, sandalias en color camel, cinturón de esparto y rosario franciscano. Es muy característica en la Semana Santa de Jerez por la peculiaridad de la combinación de su tejido y su color.

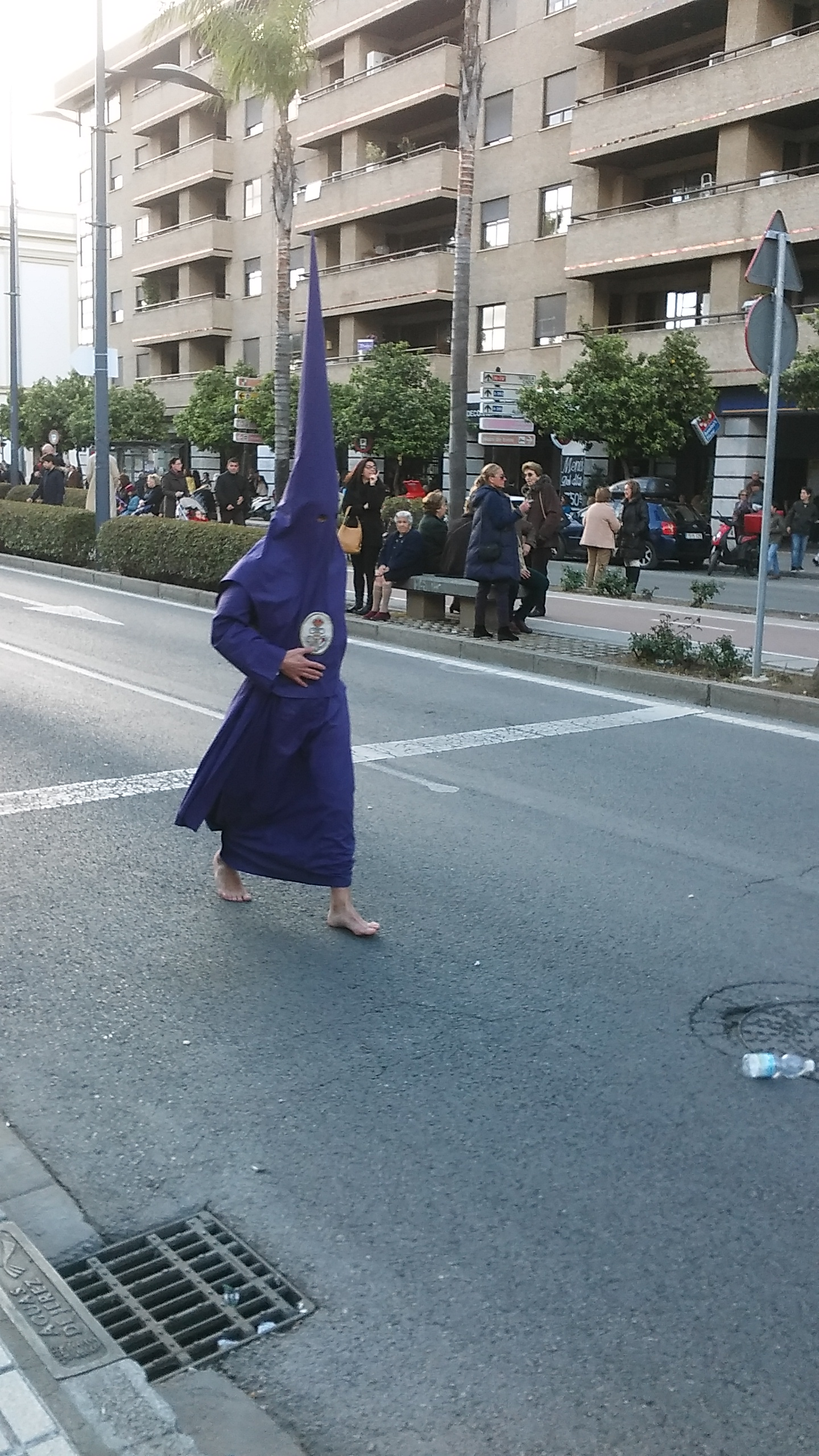
Penitente de la cofradía

## Pasos
El paso de misterio es de estilo neobarroco, y es obra del sevillano Antonio Martín Fernández, el cual se estrenó en el año 1983, aún sin finalizar. El paso combina la caoba con apliques en plata, y cuenta con cuatro hachones que rodean al Señor, y ocho faroles a la altura del canasto.

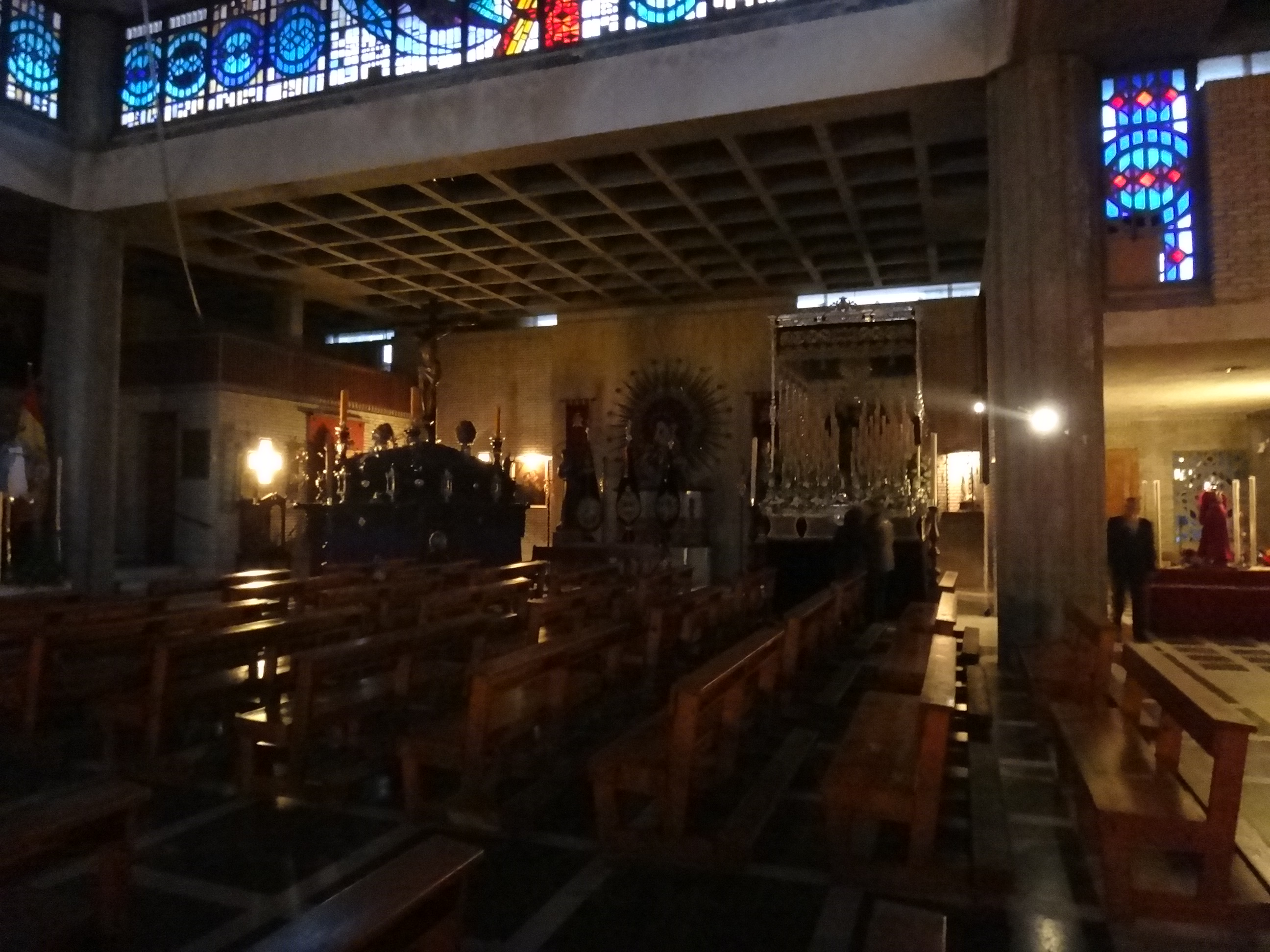
Pasos en el templo

El paso de palio es de cajón, con bordados realizados por Antonio Villar, bajo diseño de Fray Ricardo de Córdoba. Sus respiraderos son de malla, bordados, y cuentan con un baquetón de plata. Una de las principales peculiaridades de este palio, es que sobre las caídas del mismo hay un baquetón de plata que cubre y une los varales por la parte superior. Lleva como imagen a Nuestra Señora de los Ángeles tallada en marfil y luce reliquias de varios santos de la Orden Capuchina.

## Sede
Tienen como sede el Convento de los Padres Capuchinos, situado en la calle Sevilla, a solo 30 segundos a pie del centro de Jerez. Se trata de un convento de estilo moderno, y realizado en hormigón. La planta del templo es muy amplia, y cuenta con vidrieras y una enorme puerta para la salida de las procesiones.

## Hermanos honorarios
Entre otros destacan:
- María Dolores de Cospedal
- Jefe de la Fuerza Terrestre

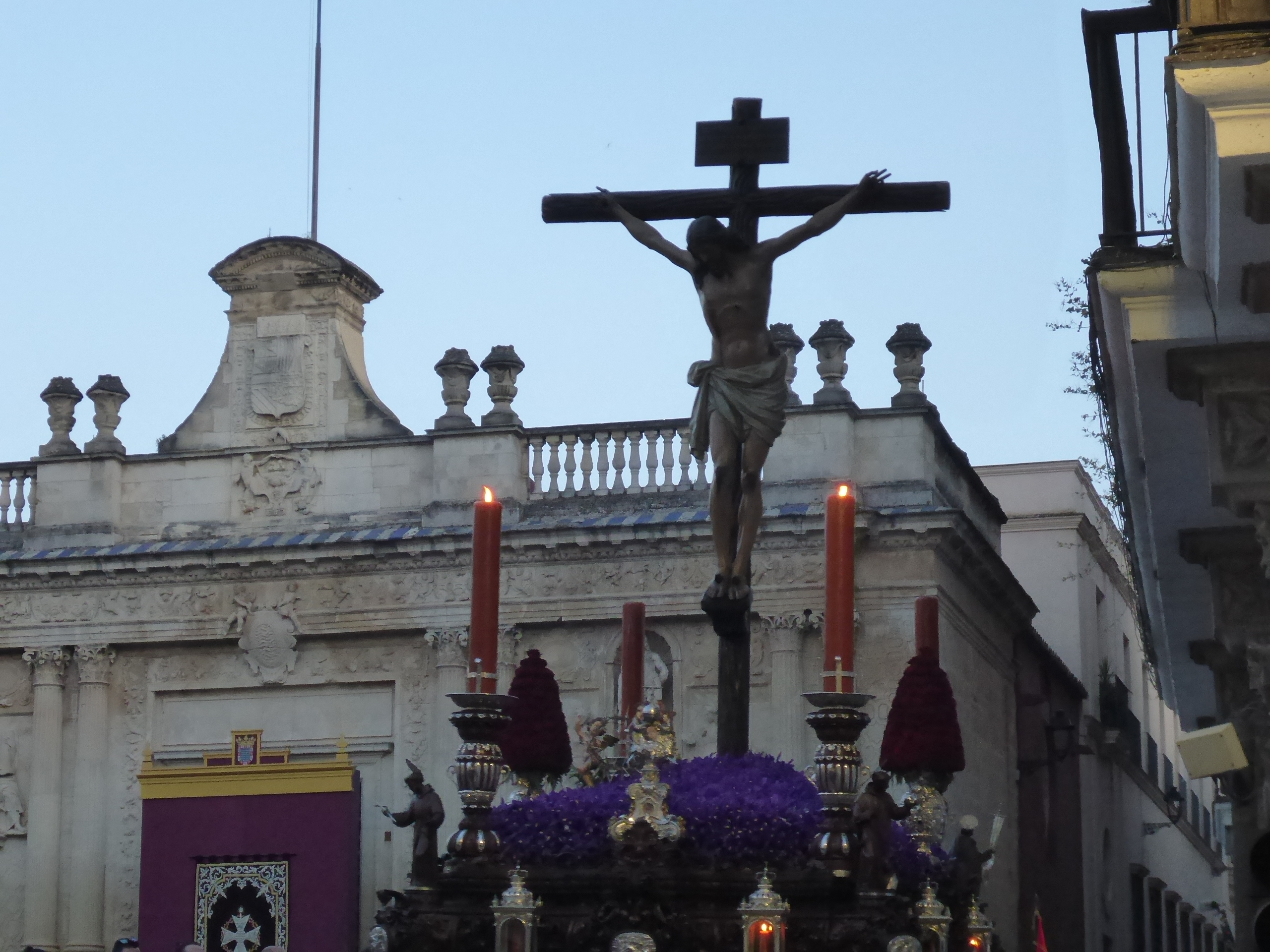
Misterio

Además, como hermandad castrense solicitó (y se le concedió) que se dedicara un parque público al Regimiento de Artillería Antiaérea n.º 74.

## Paso por Carrera Oficial
| Predecesor: La Viga (Lunes Santo) | Orden de entrada en Carrera Oficial (Martes Santo) primer lugar | Sucesor: Humildad y Paciencia |